# بوفن ميرفيده

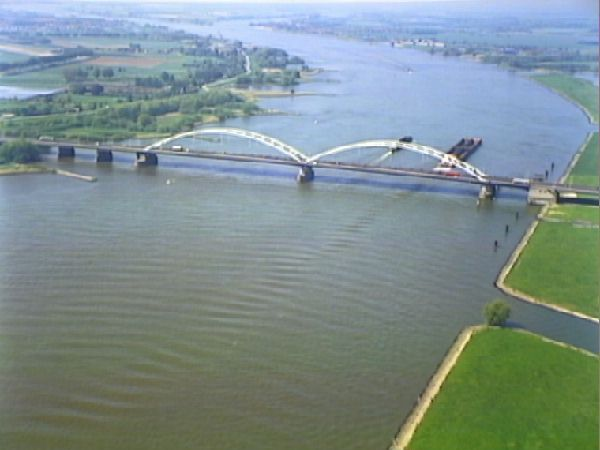
بوفن ميرفيده

بوفن ميرفيده هو امتداد نهر في هولندا، ويغذيه نهر الراين.